# كارازو
بلدية كارازو (بالإسبانية: Carazo)‏, هي إحدى بلديات مقاطعة برغش, التي تقع في منطقة قشتالة وليون, والتي تقع في شمال غرب إسبانيا.
يبلغ عدد سكانها 50 نسمة وفقاً لإحصائية سنة (2002).